# Louise Fazenda
Louise Fazenda (Lafayette, Indiana, 17 de juny de 1895 – Beverly Hills, Califòrnia, 17 d'abril de 1962) va ser una de les actrius còmiques més divertides i populars entre la dècada dels anys 1910 i 1930, tot i que també va interpretar drames. Va ser una de les poques actrius que van aconseguir grans èxits en papers còmics i que mai van refusar caure, entomar cops o pastissos de nata.

## Primers anys
Louise Fazenda va néixer el 1896 a Lafayette, Indiana. El seu pare, Joseph, era un comerciant francès amb ancestres portuguesos; la seva mare era d'origen holandès. Es va traslladar a Los Angeles, on va estudiar a Los Angeles High School. Després de treballar uns quants mesos com a actriu teatral, el 1913 va començar la seva carrera cinematogràfica a la Universal com a doble en westerns, fent els treballs difícils a què es negaven les actrius. Apareixia cavalcant sobre cavalls furiosos, sobre carros a punt d'estavellar-se o saltant de cases en flames. La seva primera aparició en una pel·lícula va ser a The Romance of the Utah Pioneers. Aviat, però, va començar a actuar en comèdies en els Joker Studio, apareixent amb Max Asher i Bobby Vernon.

## Carrera cinematogràfica
El 1915 va ser contractada per la Keystone Company de Mack Sennett on, juntament amb Polly Moran, contractada aquell mateix any, esdevingueren les actrius de comèdia més populars d'ençà de Mabel Normand. L'entrada de l'actriu a la companyia sembla que va ser deguda a la seva amistat amb Ford Sterling, que la coneixia de quan actuava com a doble a la Universal. Durant els següents set anys, va participar en unes 50 pel·lícules al costar d'actors com Roscoe Arbuckle, Ben Turpin, Mae Busch, Charlie Murray, o co-protagonitzant les comèdies en què Mack Swain interpretava el personatge de ‘‘Ambrose’’. Els primers anys, Fazenda interpretava en molts slapsticks un personatge curt de gambals, sapastre i desgarvat, caracteritzat com una noia de granja, amb roba ampla i moltes cues al cap, però a partir dels anys 20 es va començar a allunyar gradualment d'aquest tipus de rols, tot i continuar protagonitzant comèdies. D'ulls color d'avellana i cabells clars, tenia una forma desvergonyida i pintoresca de moure's. Tot i que va realitzar sense problemes el seu pas al cinema sonor, la seva popularitat va minvar i a partir de la dècada dels 30 va actuar com a protagonista secundària o com a protagonista principal en pel·lícules de sèrie B. La seva darrera pel·lícula va ser La mare soltera (1939).

## Després del cinema

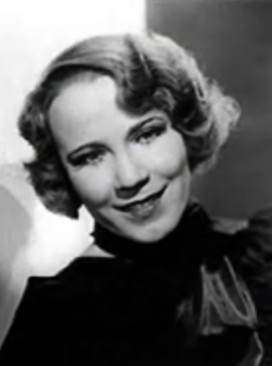
Louise Fazenda a la pel·lícula The Casino Murder Case (1935)

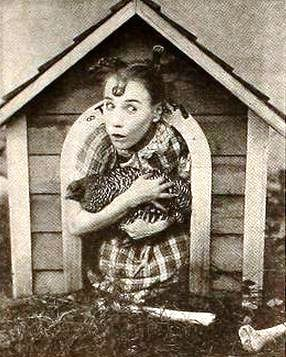
L'actriu en un paper còmic a la pel·lícula Down on the Farm (1920) de la Keystone

El 1927, Fazenda es va casar amb un dels principals productors de la Warner Bros., Hal B. Wallis. Un cop retirada del cinema va fer moltes obres de filantropia. Va morir el 1962 a conseqüència d'una hemorràgia cerebral. Té una estrella al passeig de la fama de Hollywood, al 6801 de Hollywood Boulevard.

## Filmografia parcial
- The Romance of the Utah Pioneers (1913)
- Poor Jake's Demise (1913)
- Almost an Actress (1913)
- Love and Electricity (1914)
- Hogan's Romance Upset (1915)
- Ambrose's Sour Grapes (1915)
- Hogan's Mussy Job (1915)
- Willful Ambrose (1915)
- Ambrose's Little Hatchet (1915)
- Ambrose's Lofty Perch (1915)
- Won with Dynamite (1915)
- Fatty's Tintype Tangle (1915)
- Her Fame and Shame (1916)
- A Love Riot (1916)
- Maggie's First False Step (1917)
- The Betrayal of Maggie (1917)
- The Kitchen Lady (1918)
- Those Athletic Girls (1918)
- The Village Smithy (1919)
- Hearts and Flowers (1919)
- Down on the Farm (1920)
- Married Life (1920)
- A Small Town Idol (1921)
- The Beautiful and Damned (1922)
- The Beauty Shop (1922)
- Quincy Adams Sawyer (1922)
- The Fog (1923)
- Main Street (1923)
- Mary of the Movies (1923)
- The Beautiful and Damned (1923)
- The Gold Diggers (1923)
- The Old Fool (1923)
- The Spoilers (1923)
- The Spider and the Rose (1923)
- The Wanters (1923)
- Tea--With a Kick (1923)
- The Dramatic Life of Abraham Lincoln (1924)
- The Lighthouse by the Sea (1924)
- Listen Lester (1924)
- Being Respectable (1924)
- A Broadway Butterfly (1925)
- Compromise (1925)
- Bobbed Hair (1925)
- Hogan's Alley (1925)
- The Bat (1926)
- Footloose Widows (1926)
- Miss Nobody (1926)
- The Old Soak (1926)
- The Red Mill (1927)
- Cradle Snatchers (1927)
- Simple Sis (1927)
- A Texas Steer (1927)
- A Sailor's Sweetheart (1927)
- Tillie's Punctured Romance (1928)
- Heart to Heart (1928)
- Pay as You Enter (1928)
- Noah's Ark (1928)
- Outcast (1928)
- The Terror (1928)
- Taxi 13 (1928) (uncredited)
- Riley the Cop (1928)
- Stark Mad (1929)
- House of Horror (1929)
- On With the Show (1929)
- Hard to Get (1929)
- The Show of Shows (1929)
- Hot Stuff (1929)
- Loose Ankles (1930)
- No, No, Nanette (1930)
- Wide Open (1930)
- High Society Blues (1930)
- Bride of the Regiment (1930)
- Rain or Shine (1930)
- Leathernecking (1930)
- Viennese Nights (1931)
- Misbehaving Ladies (1931)
- Forbidden Adventure (1931)
- The Mad Parade (1931)
- Gun Smoke (1931)
- Once in a Lifetime (1932)
- Alice in Wonderland (1933)
- Wonder Bar (1934)
- Caravan (1934)
- The Winning Ticket (1935)
- The Casino Murder Case (1935)
- Broadway Gondolier (1935)
- The Widow from Monte Carlo (1935)
- Colleen (1936)
- I Married a Doctor (1936)
- Ready, Willing, and Able (1937)
- Ever Since Eve (1937)
- First Lady (1937)
- Merry-Go-Round of 1938 (1937)
- Swing Your Lady (1938)
- Down on the Farm (1938)
- La mare soltera (The Old Maid) (1939)